# Typ-62
Typ-62 är en kinesisk lätt stridsvagn som brukar ses som en lätt version av Typ-59 (den kinesiska kopian av den ryska T-54A). Dock är vagnen mycket mindre än Typ-59 och delar inga huvuddelar med den heller. Vagnen har fabrikskodnamnet WZ-131 med -X nummer efter beroende på undermodell och producerades i Fabrik 674 som ägs av den kinesiska staten. 
Ursprungsvagnen är väldigt lätt på drygt 21 ton och är beväpnad med en 85 mm pansarvärnskanon som primärt skjuter pansarspränggranater. Den är frontalt skyddad från fullkalibriga pansarprojektiler upp till 40 mm kaliber och underkalibriga pansarprojektiler upp till 20 mm kaliber från ca 500 meter.
Dess första variant saknade gyro för att spara på tillverkningskostnaden, men dess senare varianter i serien har fått gyro och andra uppgraderingar som förbättrar vagnen i alla huvudområden som skydd, eldkraft och prestanda.

## Produktionshistoria
I slutet av 1950-talet såg Folkets befrielsearmé behovet av en ny lätt stridsvagn för de södra regionerna. Landskapet i södra Kina domineras av bergskedjor, kullar, floder som rinner ut i flera deltaområden och sjöar. En idealisk stridsvagn skulle vara lätt och snabb. 
Kina som var mycket intresserad av den sovjetiska stridsvagnen T-54 som var mycket lätt men samtidigt extremt välskyddad började planera en lätt stridsvagn byggd på samma principer, det vill säga med välsluttande frontpansar och gjutet torn. Man tänkte sig först en 16-ton vagn beväpnad med en 76,2 mm kanon som kom att gå under projektnamnet 59-16. Denna vagn kom inte längre än till prototypstadiet då Kina inte hade den industriella förmågan att göra gjutna torn.  
Dock så fick Kina licens på T-54 under 1950-talets sista år och även "tornmallar" av Sovjetunionen som hjälpte dem att vidareutveckla projektet. Efter flera prototyper färdigställdes vagnen som Typ-62 i december 1962. Den var då en 21-ton vagn beväpnad med en 85 mm kanon som i utseende efterliknar Typ-59 fast mycket mindre.  
Fabriksnamnet blev WZ-131 varav WZ står för 武器 "wuqi" (vapen) och 装甲战车 "zhuangjiazhanche" (pansarstridsfordon).  
Ett år efter, 1963 införde Befrielsearmén Typ-62 i pansardivisionerna i söder. Mellan åren 1963 och 1989 tillverkades drygt 1500 stridsvagnar av den här typen i olika modeller för Befrielsearmén och för export. 
Under tiden som gått sedan Typ-62 introducerades har Befrielsearmén gjort flera uppgraderingar. Den första modifieringen var Typ-62-I, som utrustades med en laseravståndsmätare, pansarkjol som skydd mot pansarspränggranater och extra förvar på tornets utsida. De flesta Typ-62 i Kina har uppgraderats till Typ-62-I efter 1979. 
År 2000 kom en ny uppgradering, som fick namnet Typ-62G, som är utrustad med ett helsvetsat torn, instrument för mörkerseende, ett nytt eldledningssystem, en treplansgyro och en 105 mm Typ-81-105T kanon. Dessa vagnar kan även utrustas med reaktivt pansar.    
De flesta av Kinas 800 Typ-62:or ska uppgraderas till antingen Typ-62-I eller Typ-62G. Men en annan variant har också presenterats, nämligen Typ-70 som har en utvändig laseravståndsmätare. Väldigt lite är känt om denna nya modell.

## Användning
De flesta Typ-62:orna i Befrielsearmén kom att utplaceras i södra Kina, där det finns många än idag. 1979 utbröt en gränskonflikt mellan Kina och Vietnam som stöddes av Sovjetunionen. Sovjet och Kina var i konflikt med varandra och ryssarna hjälpte då en allierad i kriget mot Kina. Typ-62 som Kina använde var ingen match för de ryska stridsvagnarna som Vietnam hade köpt. Av de 200 Typ-62:orna som Kina invaderade med så totalförstördes hälften. Folkets befrielsearmé såg behovet att uppgradera sina lätta stridsvagnar och flera varianter byggdes efter förlusterna i Vietnam, som Typ-62-I och Typ-62G. 
Förutom i Folkets befrielsearmé har Typ-62 varit i tjänst hos Albanien, Kongo-Brazzaville, Mali, Tanzania, Sudan, Zaire, Bangladesh och Nordkorea. Vissa källor hävdar att den nordkoreanska stridsvagnen Ch'onma-ho är en kopia av Typ-62, men det stämmer inte. Den är baserad på den ryska stridsvagnen T-62. Vilka länder som använder Ch'onma-ho idag förutom Nordkorea är fortfarande oklart.

## Data

### Huvudbeväpning
Typ-62's ursprungsbeväpning är en 85 mm Typ-62-85TC räfflad pansarvärnskanon med krutgasejektor och sitter i ett formgjutet halväggsformat torn. Den är en vidareutvecklad version av den ökända sovjetiska pansarvärnskanonen 85 mm Zis-S-53 som satt i bland annat T-34-85 och skjuter samma patron (85×629 mmR). 
Den är kapabel att skjuta alla typer av sovjetiska projektiler som spränggranat, pansargranat, pansarprojektil och pansarspränggranat. Dess mynningshastighet överensstämmer dessutom med den sovjetiska kanonen och därför lär den ha samma genomslag med kinetiska projektiler som denna. Den maximala räckvidden är drygt 1 200 meter.
Dess huvudprojektil mot pansar var den sovjetiska fenstabiliserade pansarspränggranaten 3BK2 som gick under beteckningen Typ-56. Denna har en mynningshastighet av 845 meter per sekund och kan slå igenom 250 till 270 mm av pansar på 30-grader från vertikalt pansar.
Typ-62G har en 105 mm Typ-81-105T pvkan vilket är Kinas beteckning för den ökända kanonen Royal-Ordnance L7 som satt i bland annat i stridsvagnarna Centurion, Leopard 1, M60 Patton och Merkava. Dess ammunition är okänd men lär använda kinesiska projektiler.

### Sekundär beväpning
Vagnens sekundära beväpning överensstämmer med T-54 som vagnen var inspirerad av. I tornet sitter en 7,62 mm kulspruta på samma axel som huvudkanonen med 3200 patroner och på taket sitter en 12,7 mm kulspruta i luftvärnslavett med 300 patroner. Dessa är av de sovjetiska modellerna 7,62 mm SGMT och 12,7 mm DShK men går under de kinesiska beteckningarna 7,62 mm typ-59T och 12,7 mm Typ-54.

### Pansar
Dess pansar var frontalt mycket starkt för en lätt stridsvagn under dess tidiga år. 
Chassit hade dessa tjocklekar. 
- Övre front, 35 mm på 57-grader bakåt
- Lägre front, 25 mm på 50-grader bakåt
- Sidor, 25 mm på 0-grader bakåt
- Övre bak, 15 mm på 0-grader bakåt
- Undre bak, 15 mm på 53-grader bakåt
- Stridsrumstak, 20 mm
- Motordäcktak, 15 mm
- Golv, 15 mm

Tornet var rundat och gjutet vilket gav det konstant varierande tjocklekar och sluttning. Dock brukar det simplifieras till dessa nummer.
- Tornfront, 50 mm
- Kupolfront, 30 mm
- Tornsidor, 35 mm
- Kupolsidor, 30 mm
- Tornbak,  32 mm
- Kupolbak, 30 mm
- Tak, 20 mm

Denna pansaruppsättning var menad att skydda vagnen mot lätt artilleri som de vanligaste luftvärnsautomatkanonerna på sin tid men ingenting grövre.

### Motor
Vagnens motor är en 12150L vätskekyld motor med en kapacitet på 430 hk. Dock kan motoreffekten ökas till 500 HK (2000 v/m) vid nödsituation.

### Besättning
Vagnen har en besättning på 4 man bestående av förare, vagnchef, skytt och laddare. Föraren sitter i vagnens front på vänster sida för högertrafik med resterande besättning i tornet. Skytt och vagnchef sitter på vänster sida i tornet med vagnchefen bakom skytten. Laddaren sitter på höger sida. 

## Varianter

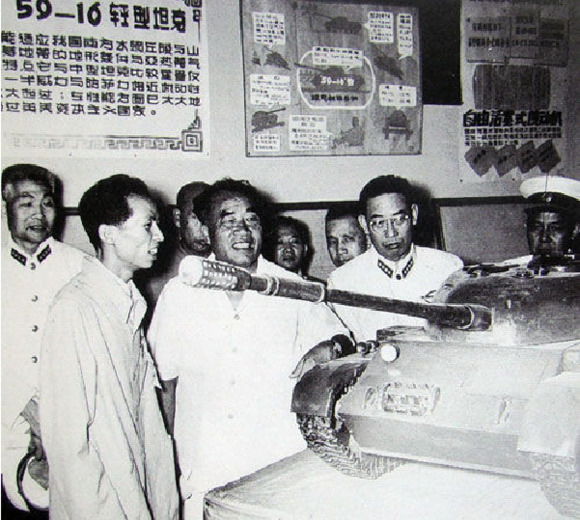
Modell av projekt 59-16.

- Projekt 59-16: Kinas första experimentella lätta stridsvagn. Namnet 59-16 står för årtal och vikt, det vill säga att vagnen planerades tas i bruk 1959 och att den vägde 16 ton.[4] Den planerades först med en 57 mm Zis-2 kanon men då denna ansågs vara för svag för vagnens roll uppdaterades beväpningen till en 76,2 mm Typ-54-76T kanon (kinesisk version av sovjetiska 76,2 mm D-56T). Den skiljde sig i utseende från Typ-62 i att den var mycket mindre och enbart hade 4 stycken bärhjul per sida istället för 5. En prototyp tillverkades runt 1958.
- Projekt 131: Första prototypen för vad som kom att bli Typ-62. Motorn som var en 12V135 dieselmotor var för avancerad och projektet skrotades i maj 1959 innan prototypen var färdig.
- Projekt 132: Andra prototypen för vad som kom att bli Typ-62. Denna variant hade tremansbesättning och en automatladdad 76,2 mm Typ-54-76T kanon med automatisk avståndsmätare. Automatladdaren blev aldrig färdig i tid för de planerade skjuttesterna och projektet vidareutvecklades till projekt 132A.
- Projekt 132A: Tredje prototypen för vad som kom att bli Typ-62. Denna variant hade fyramansbesättning och en manuellt laddad 76,2 mm kanon med en kinesisk avståndsmätare som även agerade sikte. Kanonen ansågs för svag och projektet utvecklades till projekt 132B.
- Projekt 132B: Fjärde prototypen för vad som kom att bli Typ-62. Denna variant hade fyramansbesättning och en manuellt laddad 85 mm kanon. Denna version klarade alla punkterna för att sättas i bruk och skiljde sig primärt från slutprodukten Typ-62 i att den hade solida bärhjul och saknade krutgasejektor.
- Typ-62: lätt stridsvagn. Utrustad med en 85 mm Typ-62-85TC räfflad kanon (som saknade gyro och eldledningssystem) och med en lätt, men stark motor på 430 hk.
- Typ-62-I: förbättrad variant som tillverkades efter 1979. Den var utrustad med en simpel gyro[1] från Typ-59 och laseravståndsmätare för att förbättra träffsäkerheten samt pansarkjol som skydd mot pansarspränggranater och pansarvärnsrobotar. Den var även utrustad med extra förvaringsutrymmen för ammunition.
- Typ-62G: uppgraderad variant från år 2000. Utrustad med tjockare pansar, nytt plattare torn, nytt eldledningssystem, treplansgryo och en 105 mm Typ-81-105T räfflad kanon med en krutgasejektor på mitten av kanonröret. Vagnen går även att utrusta med lätta reaktiva pansarblock.
- Typ-70: utrustad med en utvändig laseravståndsmätare. Väldigt lite är känt om denna nya variant.
- Typ-79: experimentversion för spaning.
- Typ-762': utrustad med ett lätt rensningssystem för minor.
- Typ-762A: utrustad med ett lätt flerfunktionsdugligt rensningssystem för minor.
- GJT 211: pansarbulldozer på Typ-62:s chassi.
- GSL 131: version av GJT 211 med röjningssystem för minor.
- Projekt 307: Luftvärnskanonvagnprototyp beväpnad med två stycken 37 mm typ-65 automatkanoner i ett rundat svetsat torn. Denna var del i projektet som ledde till PGZ-88.[5]